# أندرو جون سكوت
أندرو جون سكوت مواليد 1950 (بالإنجليزية: Andrew John Scott)‏ هو عالم نبات بريطاني.